# Is You Is or Is You Ain't My Baby
『Is You Is or Is You Ain't My Baby』はルイ・ジョーダンの曲。1943年10月4日に録音され 、1944年にシングル盤『G.I.ジャイヴ』のB面として発売された。
この曲はルイ・ジョーダンとビリー・オースティン（1986年3月6日 - 1964年7月24日、コロラド州デンバー生まれ）との共作である。曲名にもなっている「Is You Is or Is You Ain't My Baby」のフレーズは、アメリカの作家オクタバス・ロイ・コーエンが1921年に書いた物語にサウスカロライナ州のユーモラスな黒人訛りとして登場する。
1932年のアメリカ映画『Harlem Is Heaven』ではダンサーのビル・ボージャングル・ロビンソンが、ジャズピアニストのパットニー・ダンドリッジと「Is You Is or Is You Ain't」と似た歌詞で歌っている
グレン・ミラーは第二次世界大戦中にヨーロッパからのラジオ放送でこの曲を録音している。ビング・クロスビーとアンドリューズ・シスターズは1944年6月30日にデッカ・レコードで、この曲を録音し 、ビルボードチャートの2位に12週間留まった。

## その他のカバーバージョン
- 1946年8月31日に公開された『トムとジェリー』シリーズの短編映画「恋ははかなく」では、ネコのトムがベースを弾きながらこの曲を歌っている。
- 1957年のダイナ・ワシントンのアルバム『The Swingin' Miss "D"（英語版）』に収録。
- 1963年のヴィック・ダモーンのアルバム『My Baby Loves to Swing』に収録。
- 1981年のジョー・ジャクソンのアルバム『Joe Jackson's Jumpin' Jive（英語版）』に収録。
- 1995年のダイアナ・クラールのアルバム『Only Trust Your Heart（英語版）』に収録。
- 1999年のB.B.キングのアルバム『レット・ザ・グッド・タイムス・ロール〜ザ・ミュージック・オブ・ルイ・ジョーダン』に収録。
- 日本のジャズバンド勝手にしやがれは2007年に『U-K-3』のc/wとして本曲を発売している。『U-K-3／Is You Is or Is You Ain't My Baby?』のシングルCDはオリコン最高100位。後にアルバムにも収録されている。